# Geobacter sulfurreducens
Das Proteobakterium Geobacter sulfurreducens ist eine Geobacter-Spezies, die zur schwefelreduzierenden Gruppe der Ordnung Desulfuromonadales gehört.

## Beschreibung
Die Bakterien sind gramnegative unbewegliche Stäbchen, die 2 bis 3 × 0,5 µm groß werden. Es werden keine Sporen gebildet. Die Zellen enthalten Cytochrom c und wachsen noch in Medien mit einer Salzkonzentration, die der Hälfte der von Meerwasser entspricht, also 1,75 %. Ihr Wachstumsoptimum liegt zwischen 30 und 35 °C.
Sie sind strikt anaerob und chemoorganotroph, das heißt, sie gewinnen ihre Energie aus organischen Stoffen. Sie oxidieren Acetat mit Eisen(III), Schwefel, Kobalt(III), Fumarat, oder Malat als Elektronenakzeptor. Auch Wasserstoff wird als Elektronendonor zur Eisen(III)reduzierung verwendet.
G. sulfurreducens ist das erste isolierte Bakterium, das die Oxidation von Acetat oder Wasserstoff an die Eisen(III)reduzierung koppelt.

### Artabgrenzung
Phylogenetisch ist G. sulfurreducens am nächsten mit Geobacter metallireducens verwandt. Beides sind metallreduzierende Bakterien, aber G. sulfurreducens kann im Vergleich dazu Mangan(IV) nicht reduzieren, kann dafür aber Wasserstoff als Elektronendonor nutzen. G. sulfurreducens kann auch keine Alkohole oder aromatische Verbindungen wie Phenole als Elektronendonoren verwenden.

## Habitat
G. sulfurreducens wurde aus Oberflächensedimenten eines Grabens in Norman (Oklahoma) isoliert, der mit Kohlenwasserstoffen verunreinigt war. Acetat fungierte hierbei als Elektronendonor und dreiwertiges Eisen als Elektronenakzeptor [Eisenphosphat in Form von Eisen(III)-haltigem Diphosphat].

## Historisches
Die erste Isolation von Mikroben der späteren Gattung Geobacter erfolgte 1987 durch Derek Lovley aus Sedimenten des Potomac River. Die Gattung Geobacter wurde 1993 zusammen mit ihrer Typusart G. metallireducens durch Lovley et al. beschrieben und 1995 bestätigt. 1994 erfolgte durch Caccavo et al. eine Beschreibung von Geobacter sulfurreducens als neue Art, die ebenfalls 1995 bestätigt wurde.

## Wissenschaftliche Anwendungen

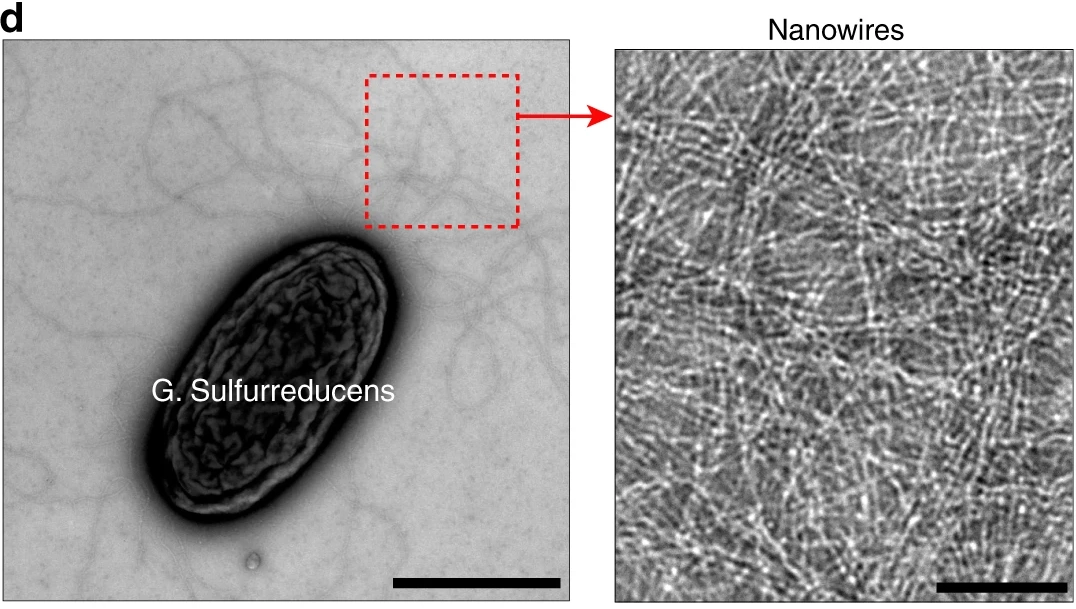
Geobacter sulfurreducens und seine mikrobiellen Nanodrähte

Eine Arbeitsgruppe um den amerikanischen Physiker Mark Tuominen hat 2011 nachgewiesen, dass ein dünner Film aus G. sulfurreducens eine elektrische Leitfähigkeit von ca. 0,5 S/m aufweist. Eine ähnliche elektrische Leitfähigkeit zeigen Nanofilamente, die man aus den Bakterien gewinnen kann. Die Leitfähigkeit des Materials bleibt dabei über mehrere Zentimeter erhalten und ähnelt damit den elektrischen Eigenschaften synthetischer metallischer Nanostrukturen. Die Wissenschaftler interpretierten ihre Befunde so, dass G. sulfurreducens Proteine produziert, die elektrischen Strom leiten, was große Bedeutung für den Bau von Elektronikbauteilen im Nanomaßstab haben könnte. 2020 entwickelten Forscher mit Hilfe der leitfähigen mikrobiellen Nanodrähten des Bakteriums einen Memristor, der bei elektrischen Spannungen von unter 100 mV funktioniert. Der Memristor erlaubt den Betrieb durch Aktionspotenziale von natürlichen Neuronen und kann Biosensor-Signale lokal verarbeiten. Die Technologie könnte für Gehirn-inspiriertes Computing und direkte Kommunikation mit biologischen Gehirnzellen eingesetzt werden.